# Gerd Grieg

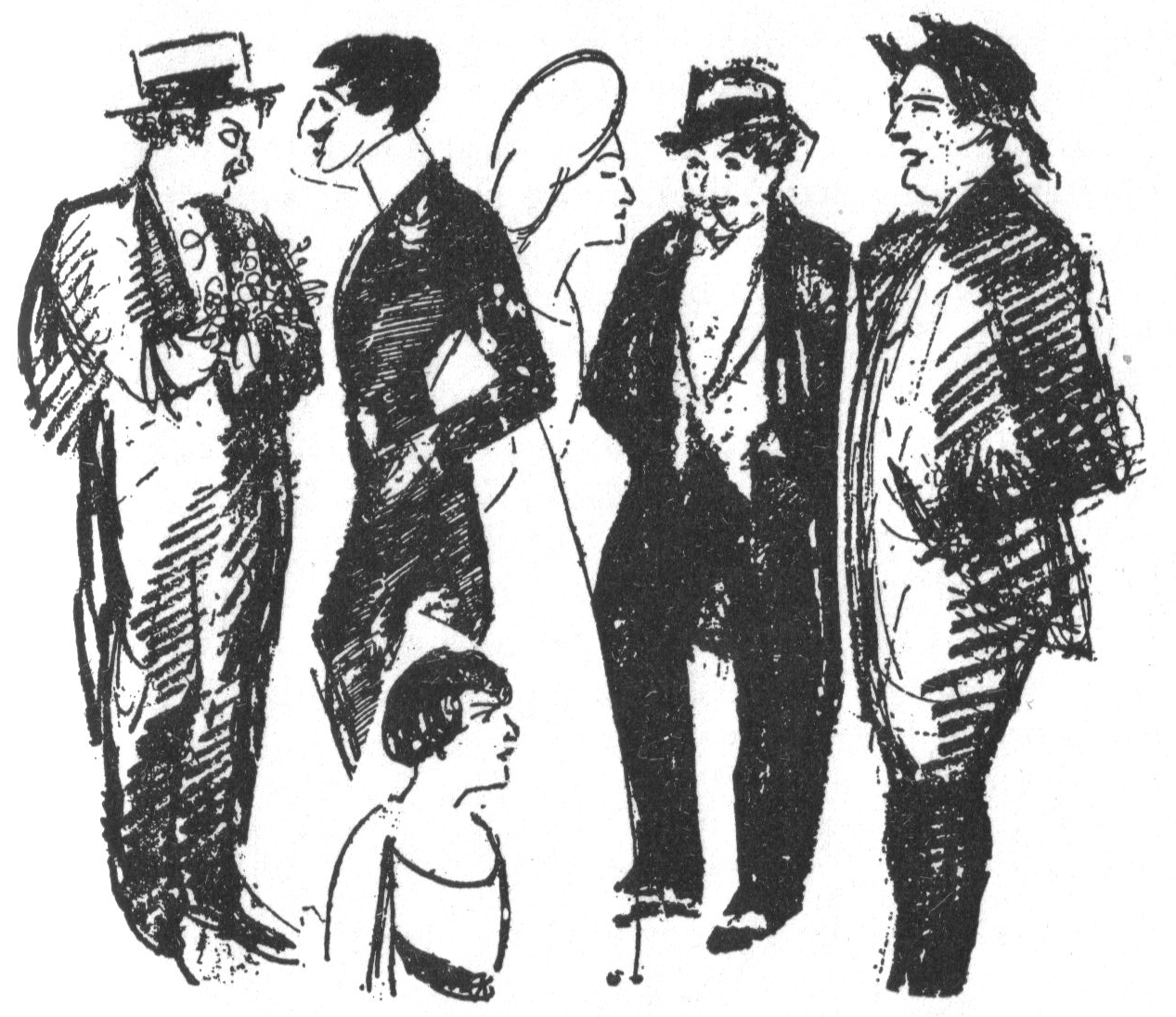
Gerd Egede-Nissen (nummer tre från höger) som fru Løven vid ett uppförande av Gunnar Heibergs Gerts have på Nationaltheatret 1917. Teckning av Henrik Rom.

Gerd Grieg, född Egede-Nissen den 21 april 1895 i Bergen, död den 9 augusti 1988 i Oslo, var en norsk skådespelerska, dotter till Adam Egede-Nissen och från 1940 gift med Nordahl Grieg.
Hon debuterade 1910 på Nationaltheatret som Lersol i Barbra Rings barnkomedi Kongens hjerte. På Nationaltheatret utvecklade hon sin artistiska talang, på en gång intelligent och impulsiv, tills hon 1918 drog sig tillbaka från scenen. Då hon återvände 1928 var det som en mogen scenkonstnär, och på 1930-talet var hon en av Nationaltheatrets kvinnliga huvudkrafter. Särskilt blev hon en god Ibsen-tolkare, och som Hedda Gabler, Ella Rentheim i John Gabriel Borkman och Irene i Når vi døde vågner bidrog hon till att förnya den norska Ibsen-traditionen. Hos Ludvig Holberg skapade hon en ljus, levande människa av Den vægelsindede. Bland hennes främsta klassiska rolltolkningar var Viola i William Shakespeares Trettondagsafton och Friedrich Schillers Maria Stuart.
I juni 1940 flyttade hon till London, där hon gifte sig med Nordahl Grieg. Under andra världskriget gjorde hon en stor insats för norska soldater och sjömän i Storbritannien och på Island, där hon även spelade och iscensatte flera norska skådespel. Efter kriget begränsade hälsan hennes konstnärliga verksamhet. Hon gav 1957 ut Nordahl Grieg – slik jeg kjente ham.

## Filmografi (urval)
- 1922 – Pan